# 郭洪球
書法家、畫家。國家高級美術師。外號：水鏡、無名刀客。香港無名堂創辦人。

## 職銜
香港屯門文藝協進會視覺藝術發展委員會主席、香港著畫會理事、香港中青年書畫家協會榮譽會長、香港書法家協會執行會員（學術）、香港慈氏文教基金諮詢委員、中國教育電視台《水墨丹青》《名家講堂》欄目簽約藝術家、香港小雅樂軒藝術顧問、世界武術書畫家聯會副主席、孔子美術館客席教授、孟子文化研究院理事、CCTV欄目組客座教授。

## 歷程
- 1958年於廣東惠州出生。
- 13歲於廣東惠州念初中時，隨張桂光 （页面存档备份，存于）老師（張氏現為廣東省書法家協會主席、華東師範大學教授、古文字學學者）習書法。
- 1979年定居香港，來港後從事餐飲業。
- 80年代中期，隨孔平孫老師（篆刻家馮康侯之開門弟子）學習篆刻。
- 90年代末，隨謝舉賢 （页面存档备份，存于）老師（香港著名畫家）習畫。
- 45歲開始，重新投入書法藝術鑽研。
- 2004年成立香港無名堂，從事書法及繪畫教學。
- 2009年起，專注於香港屯門區藝術推廣，連結屯門區及內地藝術團體交流，並聯同北京單位舉辦多次全國性大型書畫藝術展覽。

## 藝術

### 書法
從傳統切入，取法於顏真卿、金剛經石刻，旁及爨龍顏碑、爨寶子碑、好大王碑、趙孟頫及文徵明；小楷取法於鍾繇、褚遂良而形成個人面目。

### 水墨
主要受謝舉賢老師影響，從而接觸八大山人、揚州八怪及現代畫派大師丁衍庸 （页面存档备份，存于）。

### 篆刻
80年代中期，隨孔平孫老師學習，50歲開始重新執起刻刀，以追求摩崖刻石、漢封泥意趣。

## 榮譽
- 2016年書法作品《菩薩戒二十攝頌》獲香港慈氏文教基金會收藏
- 2015年獲屯門民政事務處、屯門文藝協進會頒發的「傑出藝術家獎」
- 2015年山水作品《飛流直下三千尺》獲澳大利亞中國美術館收藏
- 2011年入選「世界藝術家」
- 2000年獲「菲律賓交流精英獎」
- 2008年獲屯門文藝協進會「藝術家獎」
- 2000年獲邀參加港澳台美術作品展， 作品《梅花》獲獎
- 90年代末，書法作品獲番禺博物館收藏

## 出版
- 2022年郭洪球作品集《書道》[3]中國國際出版社
- 2021年作品入選《中國美術雜誌》
- 2015年作品入編《2015 華人美術年鑒》
- 2015年作品《歲寒三友》收錄於《第二屆中華之光全國書畫作品集》
- 2014年作品入篇《中華藝術瑰寶》及《藝術名家劉大為郭洪球雙人集》
- 2013年作品入編《藝術大師與傳世名作》
- 2012年作品入編《走向世界的華人藝術大師》及香港著畫會《著畫集 》
- 2011年作品入編《偉大復興書畫集》及《世界藝術家名作典藏》
- 2008年出版《郭洪球個人書畫集》，並參與《屯門四友展》
- 2006年作品入編《屯門地區藝術節畫集》

## 展覽
- 2023年6月24日至30日《屯門區書畫展覽暨屯門新巿鎮成立五十周年》[4]屯門大會堂展覽廳
- 2023年4月份《百名艺术家助力“乡村振兴”走进广西三月三展覽》[5]廣西桂林畫院
- 2023年2月2日至5日《禪在書畫：陳青楓、蔣志光、郭洪球、伍槐枝作品聯展》[6][7]香港中央圖書館
- 2022年11月18日至27日《香港內地文化藝術作品交流展》屯門大會堂展覽廳
- 2022年6月10至19日《香港書畫藝術小品交流邀請展》屯門大會堂展覽廳
- 2021年4月3日參與《中樂團古箏音樂會》「箏彈唱‧簫與書畫」即席表演項目[8]屯門大會堂演奏廳
- 2019年10月《慶祝中華人民共和國成立七十周年香港回歸二十五年‧粵港澳大灣區書畫藝術作品展》屯門大會堂展覽廳
- 2019年6月《屯門區書畫藝術作品邀請展》屯門大會堂展覽廳
- 2018年11月《香港書畫藝術作品邀請展》屯門大會堂展覽廳
- 2018年6月22日至7月2日《屯門區書畫藝術作品邀請展》屯門大會堂展覽廳
- 2018年1月《屯門書畫展覽‧粵港澳大灣區書畫藝術作品展》屯門大會堂展覽廳
- 2017年11月《深港書畫作品展2017》屯門大會堂展覽廳
- 2017年6月16日至26日《共融屯門校際美術書法作品邀請展2017》屯門大會堂展覽廳
- 2017年3月4日至4月16日《情繫珠海‧郭洪球鄭豪情書畫作品聯展》[9]珠海巿圖書館展覽廳
- 2016年慈氏文教基金／慈氏學會（香港）《第一屆慈宗青年文化節書畫作品展》
- 2016年11月4日至13日《深港書畫作品展2016》屯門大會堂展覽廳
- 2016年7月《中華之光香港書畫家文化交流雅集》[10]屯門大會堂展覽廳
- 2015年12月2015年12月《第二屆中華之光全國書畫作品展巡迴展》（香港站） 屯門大會堂展覽廳
- 2015年11月《第二屆中華之光全國書畫作品巡迴展》北京國藝美術館
- 2015年10月《雲南昆明深港書畫攝影展》屯門大會堂展覽廳
- 2015年8月17日至25日《屯門書畫展覽》屯門大會堂展覽廳
- 2015年6月《抗爭勝利70周年書畫展覽》北京鮮花港
- 2015年4月3日至12日《屯門地區文化藝術雙周‧深圳屯門書畫交流展》屯門大會堂展覽廳
- 2014年11月6日至16日《深港書畫作品展2014》屯門大會堂展覽廳
- 2014年7月《傳承與突破‧書法齊齊寫》屯門大會堂展覽廳
- 2014年6月《屯門校際美術書法作品邀請展》屯門大會堂展覽廳
- 2014年1月參與《第十四屆中國梅花蜡梅展覽會暨第十八屆昆明梅花文化節》[11]雲南昆明黑龍潭公園
- 2013年12月12月15日至20日《屯門書畫展》屯門大會堂展覽廳
- 2013年11月《花華世界‧深港書法繪畫攝影作品展》屯門大會堂展覽廳
- 2013年7月《慶祝香港回歸十六週年‧屯門校際美術書法作品邀請展》屯門大會堂展覽廳
- 2013年7月《傳承與突破‧書法齊齊寫》屯門大會堂展覽廳
- 2012年7月《2012年度書畫展覽暨書法繪畫比賽優勝者頒獎典禮》屯門大會堂展覽廳
- 2012年6月《傳承與突破‧書法齊齊寫》屯門大會堂展覽廳
- 2012年6月《屯門藝術新風‧書與畫作品展》香港大會堂高座展覽廳
- 2011年11月《深港書畫作品展2011暨開幕典禮》屯門大會堂展覽廳
- 2010年《新中國成立60周年老將軍老部長書畫作品展》屯門大會堂展覽廳

## 媒體報道
- 《人民日報社》旗下《民生周刊》專訪郭洪球：藝術恪守正脈   人生隨遇而安[12]（2023年7月31日）
- 《傑出人物》雜誌【奉獻情懷】專訪郭洪球：啟航文藝新征程[13]（2023年第六期，總第172期）
- 《港澳發布》梁君度專欄：郭洪球之流浪採風[14]（2023年5月15日）
- 湖南《通道融媒》報道香港艺术家郭洪球向我县捐赠万佛山金顶采风画卷 田刚出席[15]（2023年5月）
- 湖南《湖南日報》艺术家郭洪球来通道万佛山景区现场创作，给游客带来不期而遇的惊喜[16]（2023年5月）
- 廣西《桂林日報》《百名艺术家助力“乡村振兴”走进广西三月三》[5]（2023年4月）
- 香港《成報》專訪《作品融入禪意   郭洪球》[17]（2023年3月22日）
- 香港《SHINING》雜誌專訪《作品融入禪意   郭洪球》[18]（2023年3月號Vol.09）
- 香港《經濟日報》副刊C8版「正能量」專訪《工傷覺醒不甘被廚房困住人生　廚師耕耘廿載追夢成書畫家》[19]（2023年2月13日）
- 香港《頭條日報》林月庭 - 畫中禪意｜甘美人生[20]（2023年2月9日）
- 香港《經濟日報》旗下網站《TOPick》專訪《工傷覺醒不甘被廚房困住人生　廚師耕耘廿載追夢成書畫家》[21]（2023年）
- 《人民日報社》旗下《民生網》報道《郭洪球：魅力人生 人生艺术》[22]（2023年）
- 中央電視台（CCTV）節目《聚焦中國藝術名家——郭洪球》[23]（2022年）
- 《今日華人》雜誌「人物專訪」《郭洪球：繼承傳統 守正創新 為中華藝術添光》[24]（2022年），同年並獲《人民日報‧民生網》[25]、《今日頭條‧藝術前沿新聞》 、《知乎‧文心墨韻》、《網易新聞‧藝術名家資訊》、《書畫名家收藏鑒賞》、《一點資訊‧藝滙絲路》、《UC平台‧藝術百科》等媒體轉載報道。
- 中國濟南電視台節目《丹青頌 ‧ 翰墨情》[26]（2021年）
- 香港電台節目《好戲在後頭_03：知命誌》[27]（2014年）

1. ↑  . 香港文匯網.   [2023-03-04]. （原始内容存档于2023-03-04） （zh-Hans-HK）.
2. ↑  . www.wmaapu.com.   [2023-03-04]. （原始内容存档于2023-03-04）.
3. ↑  郭, 洪球. . 中國: 中國國際出版社. 2022: 1–20. ISBN 978-1-62437-537-8.
4. ↑  香港經濟日報HKET. . 香港經濟日報HKET.   [2023-08-02]. （原始内容存档于2023-08-02） （中文（繁體））.
5. 1 2  . www.sohu.com.   [2023-05-13].
6. ↑  . topick.hket.com.   [2023-02-03]. （原始内容存档于2023-02-03）.
7. ↑  . www.thegbatimes.com.   [2023-03-04]. （原始内容存档于2023-03-04） （中文（香港））.
8. ↑  . www.hkzhengart.com.   [2023-03-04]. （原始内容存档于2023-03-04）.
9. ↑  . www.qgyl.com.   [2023-03-04]. （原始内容存档于2023-03-20）.
10. ↑  . www.hkcd.com.   [2022-12-10]. （原始内容存档于2022-12-10）.
11. ↑  . m.coolzou.com.   [2023-03-04]. （原始内容存档于2023-03-04）.
12. ↑  . www.msweekly.com.   [2023-08-02]. （原始内容存档于2023-08-02）.
13. ↑  李旭泰、郭錦芳、萬艷琴. . 傑出人物雜誌社 (今日華人出版社). 2023, (2023年第六期（總第172期）): 50-55. ISSN 2070-9234.
14. ↑  . 港澳發布. 2023-05-15  [2023-08-02]. （原始内容存档于2023-08-02） （中文（香港））.
15. ↑  . www.tongdaonews.com.   [2023-05-13]. （原始内容存档于2023-05-13）.
16. ↑  . new.qq.com.   [2023-05-13]. （原始内容存档于2023-05-13）.
17. ↑  . 成報.   [2023-08-02]. （原始内容存档于2023-08-02）.
18. ↑  馮, 芷瑩. . SHINING (Shining Style Management Group Limited). 2023-03: 46-47. ISSN 2790-9492.
19. ↑  葉翠華. . 香港經濟日報. 2023-02-13.
20. ↑  林月庭. .   [2023-02-13]. （原始内容存档于2023-02-13）.
21. ↑  . topick.hket.com.   [2023-02-03]. （原始内容存档于2023-05-31）.
22. ↑  . www.msweekly.com.   [2023-02-03]. （原始内容存档于2023-02-03）.
23. ↑  . tv.sohu.com.   [2022-12-10]. （原始内容存档于2022-12-10）.
24. ↑  今小编. . 微信公众平台.   [2022-12-07]. （原始内容存档于2022-12-07）.
25. ↑  . www.msweekly.com.   [2022-12-07]. （原始内容存档于2022-12-07）.
26. ↑  . player.youku.com.   [2022-12-08]. （原始内容存档于2022-12-08）.
27. ↑  ,   [2022-12-07], （原始内容存档于2022-12-07） （中文（香港））